# پیتر کندی (اسکیت‌باز)
پیتر کندی (انگلیسی: Peter Kennedy؛ زادهٔ ۴ سپتامبر ۱۹۲۷) اسکیت‌باز نمایشی اهل ایالات متحده آمریکا است.